# 熊田鉄次郎
 熊田 鉄次郎（旧字体：熊田 鐵次郎、くまた てつじろう、1864年〈元治元年〉 - 1907年〈明治40年〉5月28日）は、明治期の漢文学者、国文学者、教育者。立教学校（現・立教大学）教授や大阪陸軍地方幼年学校教授を務めたほか、各地の旧制中学で教えた。字は黒金、号は彬斉（ひんさい）。弟は二松学舎学長を務めた山田準／済斎。

## 人物・経歴
1864年（元治元年）、備中松山藩士で山田方谷門の木村豊（藩校・有終館の会頭）の次男として生まれる。岡山県高梁市甲賀町（のちの柿木町）出身。兄は木村信行／水洞、弟は山田準／済斎（二松学舎専門学校初代校長・学長）。
14歳の時に、家老・熊田恰の一族・熊田矩光（大輔）の養子となる。藩校・有終館で学んだのち、上京して同郷の漢学者である三島中洲が開いた二松学舎で学ぶ。
次いで東京大学文学部古典講習科漢書課前期に入学し、1887年（明治20年）に同課を卒業。同期には主席で卒業した市村瓚次郎がいる。
1890年（明治23年）10月、立教大学校（現・立教大学）が改組されて立教学校（第2次）が発足すると、教授に就任し、国文学、漢文学を講じる。
その後、山梨県の中学教諭を務め、鹿児島県の中学教諭となった。明治30年代後半には弟の山田準も鹿児島の第七高等学校造士館で教鞭を執ったが、その頃には兄弟ともに鹿児島に居住した。
そのほか、郷里の岡山県高梁の中学教諭、大阪陸軍地方幼年学校（大阪陸軍幼年学校）の教授も務めた。
1907年（明治40年）5月、兵庫県明石で亡くなった。